# TRUE LOVE (SM☆SHの曲)
「TRUE LOVE」（トゥルー・ラブ）は、SM☆SHの2枚目のシングル。

## 解説
- テレビ東京系『ピラメキーノ』及びBSジャパン『MADE IN BS JAPAN』1月度エンディングテーマ。カップリングの「MO☆TO」はTBS系『地球のしゃべり方』エンディングテーマ及びLaLa TV「トリプル」応援ソング。
- 初回盤AはDVD付き、初回盤Bはカレンダー付き。通常版はトレーディングカード封入で、インストは収録されていない。

## 収録曲

### CD
1. TRUE LOVE
作詞：三枝幸子・小澤正澄　作曲・編曲：小澤正澄
2. MO☆TO
作詞：Junz　作曲・編曲：Face 2 fAKE
3. TRUE LOVE (inst.) - 初回盤のみ
4. MO☆TO (inst.) - 初回盤のみ

### DVD
1. TRUE LOVE
2. TRUE LOVE (Making)